# Кеделашвили, Заза
Заза Кеделашвили (груз. ზაზა კედელაშვილი, род.12 ноября 1985) — грузинский дзюдоист, трёхкратный чемпион Европы.

## Биография
Родился в 1985 году в Квемо-Кеди, с детства любил бороться, был замечен тренерами и взят тренироваться в Тбилиси. В 2002 году стал серебряным призёром первенства Европы среди юниоров. В 2004 году стал серебряным призёром первенства мира среди юниоров. В 2005 году завоевал бронзовую медаль чемпионата Европы среди спортсменов моложе 23 лет.
В 2006, 2007 и 2008 годах становился чемпионом Европы. В 2008 году принял участие в Олимпийских играх в Пекине, но наград не завоевал.